# 瓜尔多卡塔内奥
瓜尔多卡塔内奥（義大利語：Gualdo Cattaneo），是意大利佩鲁贾省的一个市镇。总面积96.79平方公里，人口6463人，人口密度66.8人/平方公里（2009年）。ISTAT代码为054022。